# الدست
الدست (به انگلیسی: Eldest) عنوان دومین جلد از سری رمان فانتزی و حماسی وراثت نوشته کریستوفر پائولینی است که در سال ۲۰۰۵ (میلادی) به چاپ رسید.

## برداشت سینمایی
برداشت نسخه سینمایی از روی داستان الدست همانند جلد اول سری وراثت یعنی اراگون یک سال پس از اکران آن، ابتدا در سال ۲۰۰۷ مطرح بود اما این موضوع به دلایلی کنسل شد. در سال ۲۰۱۲ یکبار دیگر بحث ساخت فیلم از سر گرفته شد.